# Cyberpunk (regény)
A Cyberpunk egy sci-fi novella és regény, amelyet Bruce Bethke írt 1980-ban, és 1983 novemberében jelent meg az Amazing Stories magazinban, majd a regény  online is megjelent. Leghíresebb a "cyberpunk" szó megalkotásáról, amely a sci-fi archetípusa szerinti, a technológia lázadó felhasználására összpontosító média-alműfaj leírására vált használatossá.

## Történet
1980 tavaszán Bethke egy olyan gyerekekről szóló történetet írt, akik egy valóban technológiai társadalomban élnek, saját kultúrával, amely eltér az akkoriban megjelenő többségi társadalomtól. A következőképpen írja le a folyamatot:

„Hogyan alkottam meg valójában a szót? Úgy, ahogy minden új szó létrejön, azt hiszem: szintézis útján. Fogtam egy maréknyi szót – cyber, techno stb. –, összekevertem őket egy csomó, a társadalmilag félrevezetett fiatalságra vonatkozó kifejezéssel, és addig próbálgattam a különböző kombinációkat, amíg az egyik egyszerűen jól nem hangzott.”

 A történetet három évvel később az Amazing Stories című sci-fi magazinban nyomtatták ki, amely maga is az első olyan magazin volt, amely kizárólag sci-fivel foglalkozott. A történet hatása elég nagy volt ahhoz, hogy William Gibson Neuromancer című regényének egy évvel későbbi megjelenése után az általa összefűzött műfajt "cyberpunk"-ként kezdték emlegetni, részben azért, mert Gardner Dozois többször is használta nyomtatásban, először a The Washington Post "Science Fiction in the Eighties" című cikkében.

## Összefoglaló
A közvetett expozíció  irodalmi technikájának erőteljes alkalmazásával az olvasó megtudja, hogy a "Mikey" nevű karakter egy profi és bajkeverő számítógépes virtuóz, lényegében egy "hacker", bár ez a kifejezés nem szerepel a történetben. Olyan barátokkal lóg együtt, akik az interneten bajt okoznak, szülei beavatkozásával találkozik, és képességei segítségével kijátssza akaratukat. A regényváltozatban, amely több folytatásos novellát is tartalmaz, ez több különböző fázison megy keresztül.

## Novella
A Cyberpunk eredetileg novellasorozat formájában íródott az 1980-as években. Bethke azt mondja: „Miután '82-ben eladtam az eredeti történetet, folytattam a munkát a történetcikluson, és az 1980-as években itt-ott publikáltam darabokat. '89-ben a nagyobb darabokat egy regény nyers formájába raktam össze, és meglepetésemre és örömömre eladtam egy kiadónak, amely később visszanyerte józan eszét, és úgy döntött, hogy nem adja ki”.Ezt a regényt egy kiadó exkluzív szerződéssel vásárolta meg, amely megtiltotta Bethke-nek, hogy a regényt más kiadónak eladja. A kiadó azonban úgy döntött, hogy nem adja ki a regényt, ami több évig tartó jogi csatározásokat okozott a könyv jogaiért. Bethke a regény letölthető változatát öt dollárért kínálja a honlapján.

Amikor egy 2005-ös interjú során Lynne Jamneck a Strange Horizonsban arról kérdezte, hogy kiadója miért vásárolta meg a könyvet, de nem adta ki, Bethke azt válaszolta, hogy azért, mert nem volt hajlandó megváltoztatni a befejezést:

„A kiadó azt akarta, hogy egy "Frazetta-borítós" befejezést írjak; tudod, a hős a középpontban, hatalmas fegyverrel a kezében, egy félmeztelenül gubbasztó csecsemővel a lábai előtt, és körülötte a sok ellenség véres holttesteivel.”

 Bethke azt mondta, hogy azért utasította vissza, mert ez a végjelenet egy iskolában játszódott volna. Arra a következtetésre jutott, hogy a könyv így valóban jobban fogyhatott volna, de „az eladások nem minden”.

## Fordítás
Ez a szócikk részben vagy egészben  a   Cyberpunk (novel) című angol Wikipédia-szócikk ezen változatának fordításán alapul.  Az eredeti cikk szerkesztőit annak laptörténete sorolja fel. Ez a jelzés csupán a megfogalmazás eredetét és a szerzői jogokat jelzi, nem szolgál a cikkben szereplő információk forrásmegjelöléseként.